# Петровский (Старооскольский городской округ)
Петровский — поселок в Старооскольском городском округе Белгородской области, входящий в состав Городищенской сельской территории. Расстояние до Старого Оскола - около 35 км.

## История
Поселок Петровский до 1862 года назывался хутор Обуховский. В нем проживало 563 жителя в 61 дворе.
По решению Нижнедевицкого земства, в 1872 г. в хуторе Обуховский, на территории поместья графа Орлова, была открыта земская школа.
В Петровском находилось одно из имений графа Орлова-Давыдова. В 1905 году произошёл пожар, во время которого всё имение сгорело. В 1906 году усадьбу восстановили.
С 6 января 1954 года Петровский вошел в новообразованную Белгородскую область.

## Население
| 2002 | 2010 |
| ---- | ---- |
| 215  | ↘121 |